# Katja Geiger
Katja Ingergerd Geiger[uttal saknas], ogift Hallberg, ursprungligen Karin Ingegerd Hallberg, född 12 januari 1920 i Ekeby socken, död 25 januari 2017 i Tollarp i Västra eller Östra Vrams distrikt, var en svensk modedesigner som blev känd som Katja of Sweden.
Katja har fått en gata i Ekeby, Katja Geigers gata, uppkallad efter sig.

## Biografi

### Utbildning
Geiger, vars far var modellör, utbildade sig mellan 1938 och 1940 vid Tekniska skolan och gick 1942 på Beckmans i Stockholm. Hon började som modetecknare och illustratör på Dagens Nyheter[när?] och fortsatte under 1946 och 1947 med studier vid Parsons The New School for Design i New York. Under studierna arbetade hon på varuhuset Lord & Taylor i New York och det var detta företag som även köpte in hennes första kollektion.

### Arbetsliv i Sverige
Efter studierna i USA återvände Geiger 1953 till Sverige med sin andre make, filmproducenten och regissören Rod Geiger, och började sin karriär som oberoende formgivare och modeskapare. Duon startade företaget Katja of Sweden, som kom att bli ett framgångsrikt företag inom svensk mode- och konfektionsindustri. Katja Geiger inledde 1954 ett samarbete med MMT, Malmö Mekaniska Tricotfabrik, som designer av konfektionsframställda kläder, och hon formgav dessutom från 1957 skor för Gyllene Gripen i Malmö.
Hon inledde ett samarbete med tidens unga konstnärer inom textil formgivning, bland andra Sven Fristedt, Carl Johan De Geer och Hans Krondahl. Samarbeterna bidrog till att ge produkterna en distinkt profil. Kollektionerna möttes med entusiasm från såväl press som kundkrets. På exportmarknaderna i Europa och USA nåddes framgångar.[källa behövs]

### Arbetsliv i USA
Samarbetet med Malmö Mekaniska Tricotfabrik upphörde 1975 efter stridigheter om bland annat varumärket "Katja of Sweden". Makarna Geiger lämnade Sverige under uppmärksammade former efter en skatteskuld och grundade ett nytt företag i USA med inriktning på hemtextil och bruksvaror, vilket kom att bli en stor framgång.[källa behövs]

### Återkomst till Sverige 1996
1996 återkom de till Sverige och bosatte sig i Huaröd i Skåne. Mot slutet av sitt liv var Geiger bosatt i Tollarp.
Hon var sommarpratare i Sommar i P1 2008.
Katja of Sweden (Geiger) fick 2017 en minnessten på Landskrona Walk of Fame.

### Familj
Geiger var först gift mellan 1941 och 1949 med Kjell Stensson och från 1949 med Rod Geiger, som dog 2000. 
I första äktenskapet föddes sonen Anders Stensson och i andra äktenskapet sönerna Lincoln Geiger och Christopher Geiger.

Katja Geiger är begravd på Huaröds kyrkogård tillsammans med sin make Rod Geiger.

## Inspiration och utmärkande drag
Geiger var inspirerad av Bruno Mathsson och hans framgång inom möbelindustrin. Hennes vision blev att utveckla det strikta mode som rådde efter andra världskriget till den moderna kvinnan. Hon ville komma bort från gördel och korsett.
Utmärkande för Katja of Sweden-produkterna var en raffinerad enkelhet, i linje med den skandinaviska formkulturen. Inspiration hämtades dock från olika håll, till exempel från svensk folkkonst och etniska textilier.